# Poloria
Poloria (también llamada popularmente Caserío Poloria) es una localidad y pedanía española perteneciente al municipio de Iznalloz, en la provincia de Granada y comunidad autónoma de Andalucía. Está situada en la parte central de la comarca de Los Montes. Cerca de esta localidad se encuentran los núcleos de Dehesas Viejas y Campotéjar.

## Demografía
Según el Instituto Nacional de Estadística de España, en el año 2021 Poloria contaba con 31 habitantes censados, lo que representa el 0,61 % de la población total del municipio.

### Evolución de la población
| Gráfica de evolución demográfica de Poloria entre 2003 y 2013 |
|                                                               |
| Datos según el nomenclátor publicado por el INE.              |

## Geografía
La localidad se ubica en un valle entre los puertos del Zegrí —1.080 metros— y el de Onítar —1.040 metros—.